# Macron (cég)
A Macron S.p.A. olasz sportszergyártó cégcsoport. A cég székhelye az olaszországi Crespellanóban található.

## Fordítás
- Ez a szócikk részben vagy egészben  a   Macron (sportswear) című angol Wikipédia-szócikk fordításán alapul.  Az eredeti cikk szerkesztőit annak laptörténete sorolja fel. Ez a jelzés csupán a megfogalmazás eredetét és a szerzői jogokat jelzi, nem szolgál a cikkben szereplő információk forrásmegjelöléseként.